# Ruth Cardoso
Ruth Correia Leite Cardoso (Araraquara, 19 settembre 1930 – São Paulo, 24 giugno 2008) è stata un'antropologa e sociologa brasiliana, Primeira-dama del Brasile dal 1995 al 2003.

## Biografia
Nel 1953 sposò Fernando Henrique Cardoso, presidente del Brasile dal 1995 al 2003, con cui ebbe tre figli. Fu docente  presso l'Universidade de São Paulo (dove si era laureata) e in atenei di diversi paesi stranieri: Facoltà latinoamericana di Scienze Sociali (Flacso/UNESCO), Università del Cile (Santiago), Maison des Sciences de l'Homme (Parigi), Università di Berkeley (California) e Università di Columbia (New York City).
Dimessa dall'Hospital Sírio-Libanes il 23 giugno 2008, morì il giorno successivo presso la sua residenza di San Paolo, a causa di problemi di cuore, dopo aver effettuato un cateterismo cardiaco.